# سانخاریکاتی
سانخاریکاتی (به لاتین: Sankharikati) یک روستا در بنگلادش است که در استان باریسال و در ناحیه پیروج‌پور واقع شده است.